# Zločin v šantánu (album)
 Zločin v šantánu je jedenáctá LP deska divadla Semafor a zároveň třetí z navazující série malých gramofonových alb (25 cm) zaměřených na koncepční díla Jiřího Suchého a Jiřího Šlitra. Obsahuje písně ze stejnojmenného filmu, společnost Supraphon ji vydala v závěru roku 1968 pod katalogovým číslem 0 23 0410. Nejznámější nahrávkou desky je balada "Na shledanou", která vznikla na objednávku režiséra Jiřího Menzela přímo pro filmovou scénu.

## Okolnosti vzniku alba
Písničky z LP vznikaly cíleně pro detektivní komedii podle námětu Josefa Škvoreckého. Film byl natočen krátce před srpnovou invazí vojsk Varšavské smlouvy v roce 1968. Přímo během samotné invaze do naší země pracovali Jiří Menzel a Jiří Šlitr na úpravě písní v nahrávacím studiu, zatímco Jiří Suchý už byl na dovolené v tehdejší Jugoslávii. Skladby na desku nazpívali oba autoři a Eva Pilarová, která ve filmu hrála jednu z hlavních rolí. Doprovázel je Filmový symfonický orchestr (FISYO) pod dohledem dirigenta Štěpána Koníčka.
Při výběru písní z filmu na LP se nedostalo na některé zpívané skladby jako komediální Šlitrova čísla "Co já všechno dovedu" (textově upravená verze staršího hitu "Co jsem měl dnes k obědu") a "Boubelatá Bety". Dále druhou verzi dadaistické miniatury "Kočičí bál" nebo pro film složené a Evou Pilarovou interpretované písně "Zrcátko" a "Když budeš poslušně spát". Ve filmu se objevil také semaforský duet "Ukrejvám rozpaky" (v podání Jiřího Šlitra a Evy Pilarové), který poprvé zazněl v kabaretu Ďábel z Vinohrad a posléze jej autoři zařadili do pásma Tak co, pane barone (na desku jej tak nahráli Milan Drobný a Naďa Urbánková). Píseň "Balada pod šibenicí", kterou zpívají S+Š v závěru filmu, aby oddálili svou popravu, byla na albu z filmové stopáže 7:30 zkrácena na čtyři minuty.  

## Vydání a přijetí alba
Gramofonová deska Zločin v šantánu vyšla v mono verzi v obale od výtvarnice Evy Vodrážkové. Jiří Suchý s Jiřím Šlitrem byli na LP vyfoceni ve filmové scéně, kdy ve vězeňských oblecích čekají v cele na popravu. Ve vypjaté politické situaci tak dostával obal politický nádech (stejně jako celý film). Desku v časopise Melodie recenzoval Leo Jehne a na drobné výtky (zařazení dle autora „vycpávkové“ melodie "Mordsong") skladby chválil: "Mají všechny vlastnosti, na které jsme si v písničkách Suchého a Šlitra zvykli snad až s přílišnou samozřejmostí: textový vtip, neotřelé rýmy a výrazovou nadlehčenost, která činí zvláště z typických písní hodnoty takřka nedostižné." Koncem roku 1969 vyšla z alba na singlu píseň "Na shledanou" v kombinaci s další skladbou S+Š "Jo, to jsem ještě žil", která se objevila také na následující gramodesce Jonáš a doktor Matrace. Reedice alba Zločin v šantánu na CD vyšla v plné podobě až na supraphonském boxu "Semafor - léta šedesátá" v roce 2011. Ačkoliv písně nevznikaly primárně pro divadlo Semafor, zejména balada "Na shledanou" se stala součástí mnoha vystoupení souboru i koncertů Jiřího Suchého.

## Seznam skladeb
| Strana 1 | Strana 1            | Strana 1               | Strana 1               | Strana 1 |
| Pořadí   | Název               | Autor                  | Zpěv                   | Délka    |
| -------- | ------------------- | ---------------------- | ---------------------- | -------- |
| 1.       | Kočičí bál          | Jiří Šlitr, Jiří Suchý | Jiří Suchý, Jiří Šlitr | 1:07     |
| 2.       | Balada pod šibenicí | Jiří Šlitr, Jiří Suchý | Jiří Suchý, Jiří Šlitr | 4:06     |
| 3.       | Kolena              | Jiří Šlitr, Jiří Suchý | Eva Pilarová           | 2:16     |

| Strana 2 | Strana 2        | Strana 2               | Strana 2                 | Strana 2 |
| Pořadí   | Název           | Autor                  | Zpěv                     | Délka    |
| -------- | --------------- | ---------------------- | ------------------------ | -------- |
| 4.       | Poklad          | Jiří Šlitr, Jiří Suchý | Eva Pilarová             | 3:53     |
| 5.       | Ach, miluji vás | Jiří Šlitr, Jiří Suchý | Eva Pilarová, Jiří Šlitr | 2:31     |
| 6.       | Na shledanou    | Jiří Šlitr, Jiří Suchý | Jiří Suchý               | 1:51     |
| 7.       | Mordsong        | Jiří Šlitr             | Orchestrální skladba     | 1:24     |

## Hudební doprovod
- Filmový symfonický orchestr (FISYO), dirigent Štěpán Koníček